# 轨道大厦站
轨道大厦站是金华轨道交通金义东线的一座车站，位于中华人民共和国浙江省金华市金东区多湖街道二环东路与李渔东路路口东侧。本站于2022年8月30日正式啟用。

## 车站结构

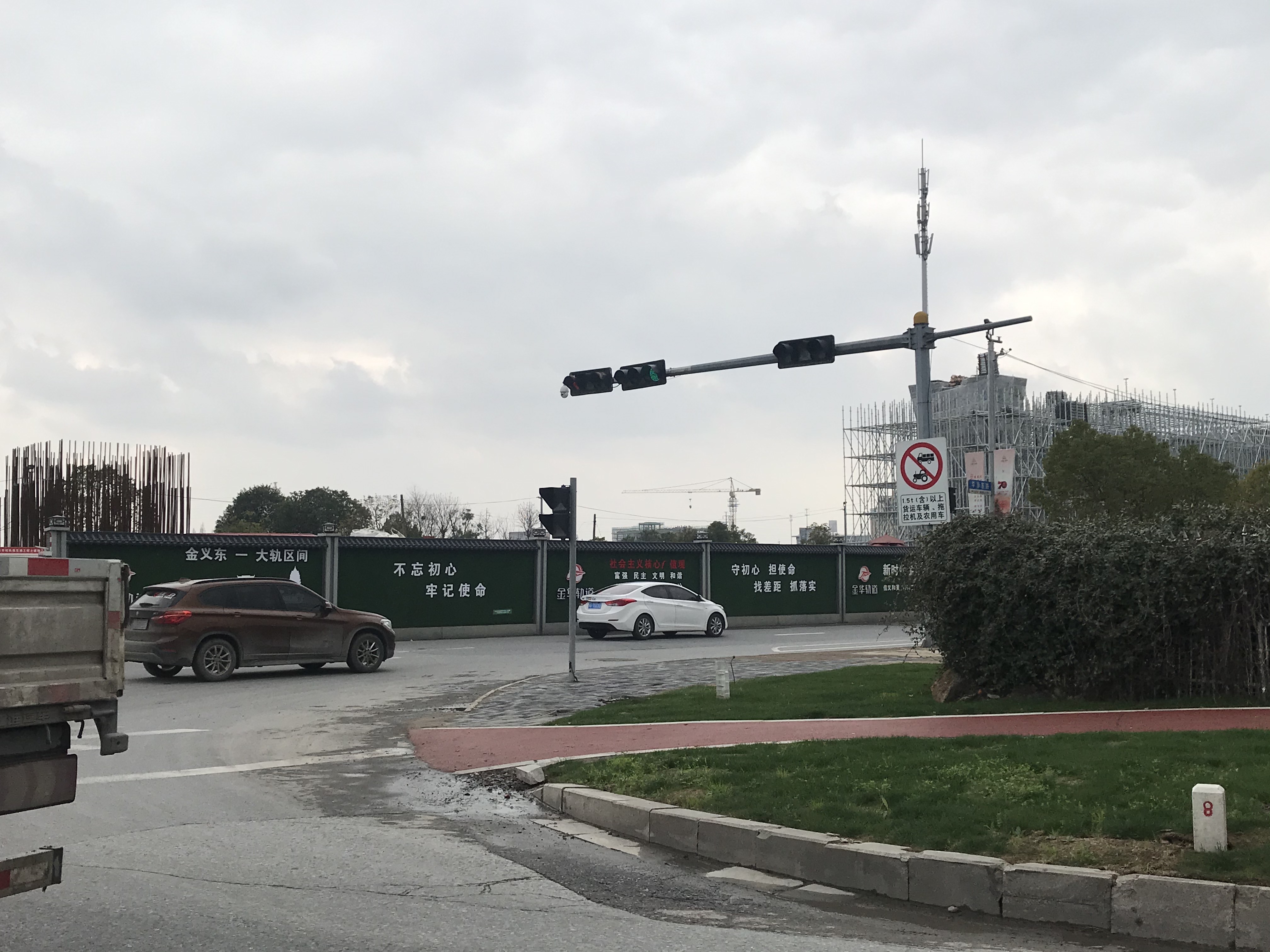
建设中的车站（2020年）

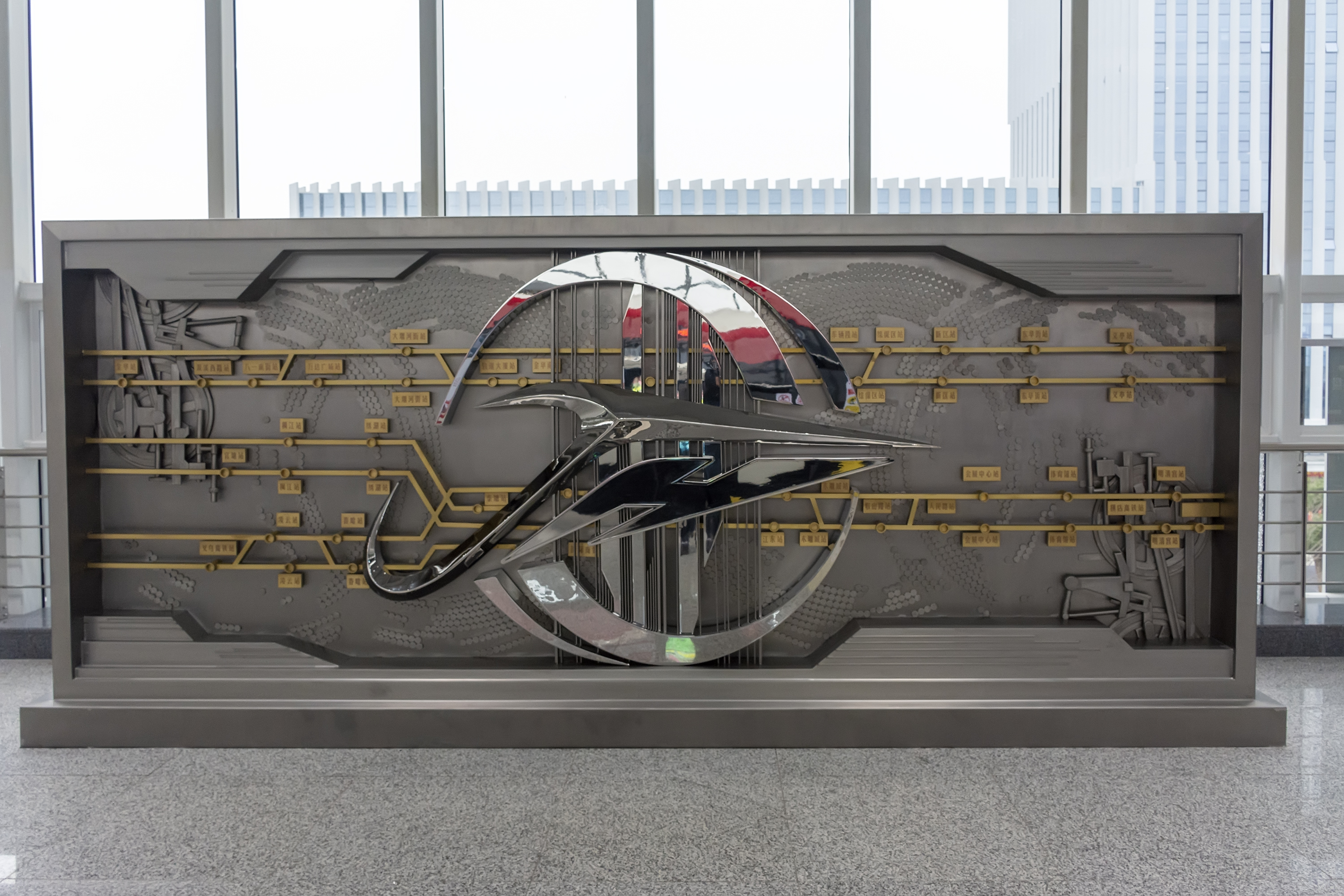
艺术墙

轨道大厦站为高架三层路中侧式站。位于本站站台层的艺术墙，悬挂了金华市轨道交通集团有限公司的标识、金义东线各站正线及折返线位置。
| 3层  | 侧式站台 | 侧式站台                                    | 侧式站台 | 侧式站台 |
|      |          | █ 金义东线往金华站方向 （下一站：大堰河街） |          |          |
|      |          | █ 金义东线往秦塘站方向 （下一站：金华南站） |          |          |
|      | 侧式站台 |                                             |          |          |
| 2层  | 站厅     | 票务服务、自动售票机、卫生间                |          |          |
| 地面 |          | 出入口                                      |          |          |

### 出入口
轨道大厦站共设有3个出入口。
| 编号          | 建议前往的目的地 | 图片 |
| ------------- | ---------------- | ---- |
| A1            | 轨道大厦         |      |
| A2            | 轨道大厦         |      |
| B             | 暂无             |      |
| 註： 设有电梯 |                  |      |